# Baaba Maal
Baaba Maal é um cantor e violonista senegalês nascido no dia 12 de novembro de 1953 em Podor, cidade localizada ao lado do Rio Senegal. Ele é bem reconhecido na África e internacionalmente, sendo um dos músicos mais famosos de Senegal. Além do violão, Baaba também toca Instrumentos de percussão, tendo lançado álbuns para gravadoras grandes e independentes. Em julho de 2013, ele foi feito Emissário pela Juventude da PNUD.
O cantor canta principalmente em Pular e é um grande promovedor das tradições da população falante dessa língua, que vive ao lado do Rio Senegal e no antigo reino senegalês de Futa Toro.

## Infância e educação
Esperava-se que Baaba seguisse a carreira do pai e torna-se um pescador. No entanto, com a influência de seu amigo de longa data, o griot e guitarrista Mansour Seck, Baal engajou-se no aprendizado de música através sua mãe e do diretor de sua escola. Posteriormente, foi estudar música na universidade de Daka e depois fez pós-graduação com uma bolsa de estudos na École des Beaux-Arts em Paris[carece de fontes?]

## Discografia

### Álbuns
- 1989 – Passion – Sources (coletânea) -  Real World Records
- 1989 – Djam Leelii (com Mansour Seck) – Island Records
- 1991 – Baayo (com Mansour Seck) – Island
- 1992 – Lam Toro – Island
- 1994 – Wango – Syllart
- 1994 – Firin' in Fouta – Island
- 1995 – Gorel – 4th & Broadway
- 1997 – Taara – Melodie
- 1998 – Nomad Soul – Import
- 1998 – Djam Leelii: The Adventurers – Yoff Productions
- 2000 – Jombaajo – Sonodisc
- 2001 – Missing You (Mi Yeewnii) – Palm
- 2003 – The Best of the Early Years  (coletânea) – Wrasse
- 2005 – Palm World Voices: Baaba Maal (coletânea) – Palm
- 2008 – On The Road (coletânea) – Palm
- 2009 – Television – Palm
- 2016 – The Traveller – Palm / Marathon Artists

### Participações
- 1999 – Unwired: Acoustic Music from Around the World – World Music Network
- 2013 – The Rough Guide to the Music of Senegal – World Music Network
- 2009 - “Television” com Brazilian Girls[3]
- 2016 – Johannesburg com Mumford and Sons – Glassnote Entertainment Group[4]

### DVD
- 1999 – Live at the Royal Festival Hall – Palm Pictures